# Горохівка (Верхньомамонський район)
Горохівка (рос. Гороховка) — село у Верхньомамонському районі Воронезької області Російської Федерації.
Населення становить 1142 особи. Входить до складу муніципального утворення Гороховське сільське поселення.

## Історія
Населений пункт розташований у межах українського історико-культурного регіону Східної Слобожанщини. До Перших визвольних змагань належав до Воронезької губернії.
Від 1928 року належить до Верхньомамонського району, спочатку в складі Центрально-Чорноземної області, а від 1934 року — Воронезької області.
Згідно із законом від 15 жовтня 2004 року входить до складу муніципального утворення Гороховське сільське поселення.

## Населення
| 2010  | 2012  | 2013  | 2014  | 2015  | 2016  | 2017  |
| ----- | ----- | ----- | ----- | ----- | ----- | ----- |
| 1284  | ↘1251 | ↘1243 | ↗1265 | ↘1243 | ↘1222 | ↘1163 |
| 2018  |       |       |       |       |       |       |
| ↘1142 |       |       |       |       |       |       |

## Уродженці
- Плохих Марія Миколаївна (1940—1998) — доярка колгоспу «Авангард», Герой Соціалістичної Праці.